# Kardiodon
Kardiodon (Cardiodon rugulosus) – zauropod z grupy zauropodów (Sauropoda), o bliżej niesprecyzowanej pozycji systematycznej.
Żył w epoce środkowej jury (ok. 167 mln lat temu) na terenach obecnej Europy. Długość ciała ok. 16 m, wysokość ok. 6 m, masa ok. 10 t. Jego szczątki znaleziono w Anglii (w hrabstwie Wiltshire).
Opisany na podstawie jednego zęba. Jego nazwa znaczy "sercowy ząb". Istnieją przypuszczenia, że kardiodon może okazać się synonimem cetiozaura. Inne sugestie wskazują na pokrewieństwo kardiodona i turiazaura.